# 제29회 서울독립영화제
제29회 서울독립영화제는 2003년 12월 5일에 열린 시상식이다.

## 수상 및 후보

### 대상
- 송환 - 김동원 수상

### KT&G상상마당상
- 1호선 - 이하 수상
- 신도시인 - 홍두현 수상
- 원더풀 데이 - 김현필 수상
- 사람은 무엇으로 사는가 - 이경순 수상

### 네이버상
- 빵과 우유 - 원신연 수상

### YES24상
- 김은희 수상